# Leendert van der Vlugt
Leendert Cornelis (Leen) van der Vlugt jr. (Rotterdam, 13 april 1894 - aldaar, 25 april 1936) was een Nederlandse architect.  In het architectenbureau Brinkman & Van der Vlugt was hij de verantwoordelijke architect voor de Van Nellefabriek, die in het jaar 2014 als cultuurobject in de UNESCO-Werelderfgoedlijst opgenomen werd.

## Levensloop
Hij was zoon van Elisabeth Cornelia Magdalena Kleijkamp en architect/aannemer Leendert Cornelis van der Vlugt. Hijzelf trouwde in 1922 met Jenny Hendrika Middelburg, die een jaar na hem overleed. Hij werd begraven op de Begraafplaats Oud Kralingen. Stadsarchitect Ad van der Steur stond aan het graf. Van der Vlugt was aangesloten bij de Bond van Nederlandse architecten.
Van de Vlugt studeerde aan de Academie van Beeldende Kunsten en Technische Wetenschappen.  In 1922 werd hij gevraagd door J.G. Wiebenga voor het ontwerp van de MTS in Groningen. In 1925 werd hij gevraagd door C.H. van der Leeuw voor de Van Nellefabriek in Rotterdam; hiervoor associeert hij zich met J.A. Brinkman.
Van 1925 tot zijn dood in 1936 was Van der Vlugt mededirecteur van het architectenbureau Brinkman en Van der Vlugt. Vlak voor zijn dood werd hij, in december 1935, gekozen tot voorzitter van de Kring. Door zijn vroeg overlijden zag hij Stadion Feijenoord nooit in voltooide vorm. Ook moest een dan net ontvangen opdracht voor de interieurverzorging van het gebouw van de Holland Amerika Lijn opnieuw bekeken worden.
Van der Vlugt maakte in de jaren '20 met Jacobus Johannes Pieter Oud, Walter Gropius, Karl Moser en Le Corbusier de geboorte mee van het nieuwe bouwen. Anders dan veel tijdgenoten voelde hij zich niet geroepen het nieuwe bouwen te verspreiden door middel van publicaties en voordrachten. Ook wanneer het publiek zijn eigen werk aanviel, ging hij zeer omzichtig te werk. Van der Vlugt is 42 jaar oud geworden.

## Enkele werken
- 1924: Huis Linea Recta, Zuidhorn
- 1926-1928: Eerdestichting - Sterkamp, Ommen
- 1929: Gebouwen P.C. Meulemanstichting (Theosofische Vereniging), Amsterdam
- 1930: Woonhuis van der Leeuw, Rotterdam
- 1931: Van Nellefabriek Rotterdam, met Johannes Brinkman en Jan Gerko Wiebenga
- 1931: Telefooncel PTT
- 1932: Huis Sonneveld, Rotterdam, met Johannes Brinkman
- 1932-1933: Huis Boevé, Rotterdam, met Johannes Brinkman
- 1933: Clubhuis Golfclub Kralingen, Rotterdam, met Johannes Brinkman
- 1934: Bergpolderflat, Rotterdam, met Johannes Brinkman en Willem van Tijen
- 1934: Kantoor Heldring & Pierson, Rotterdam
- 1936: Stadion Feijenoord, Rotterdam

## Afbeeldingen

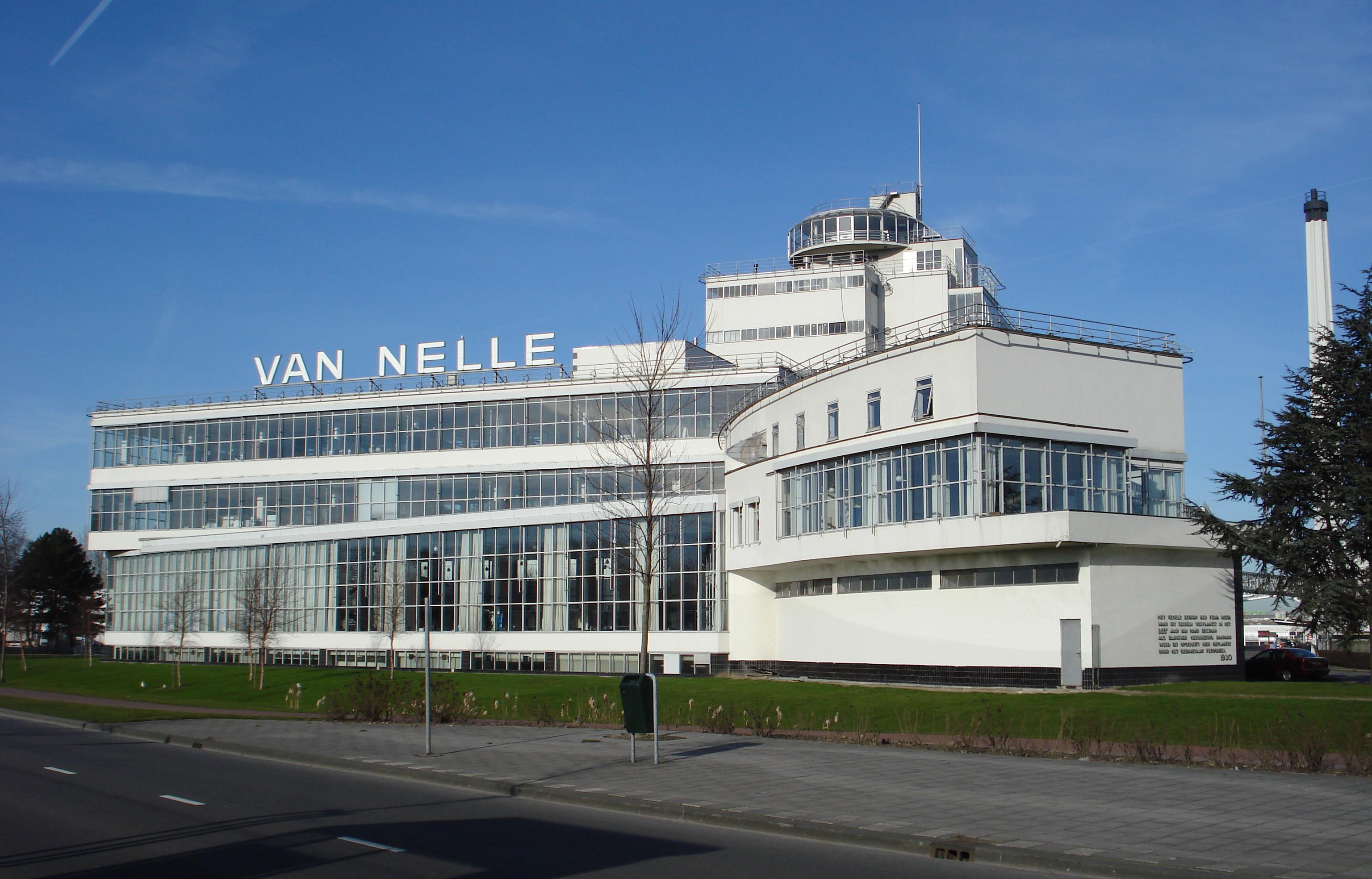
Van Nellefabriek, Rotterdam. 1931
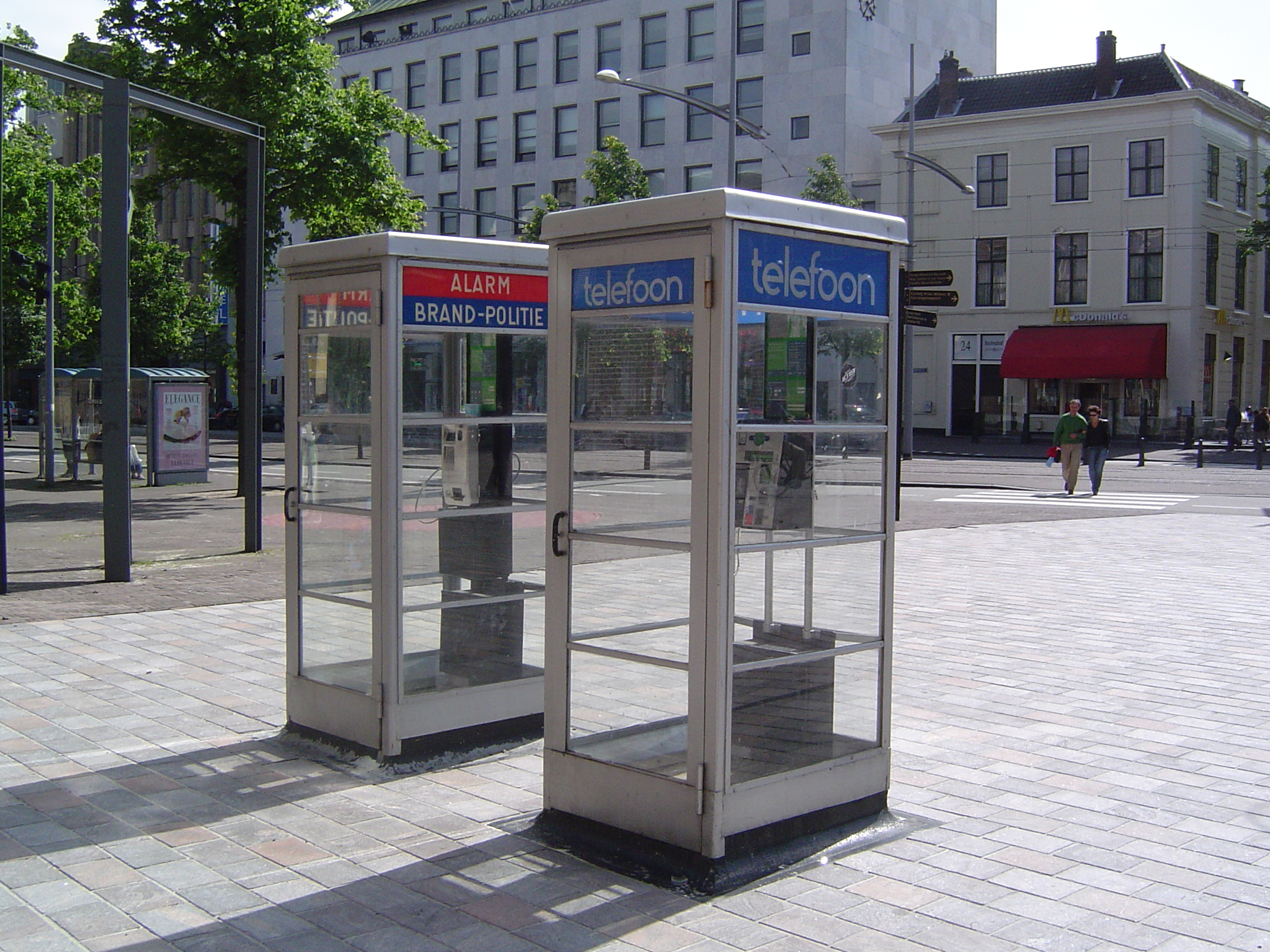
Telefooncel. 1931.
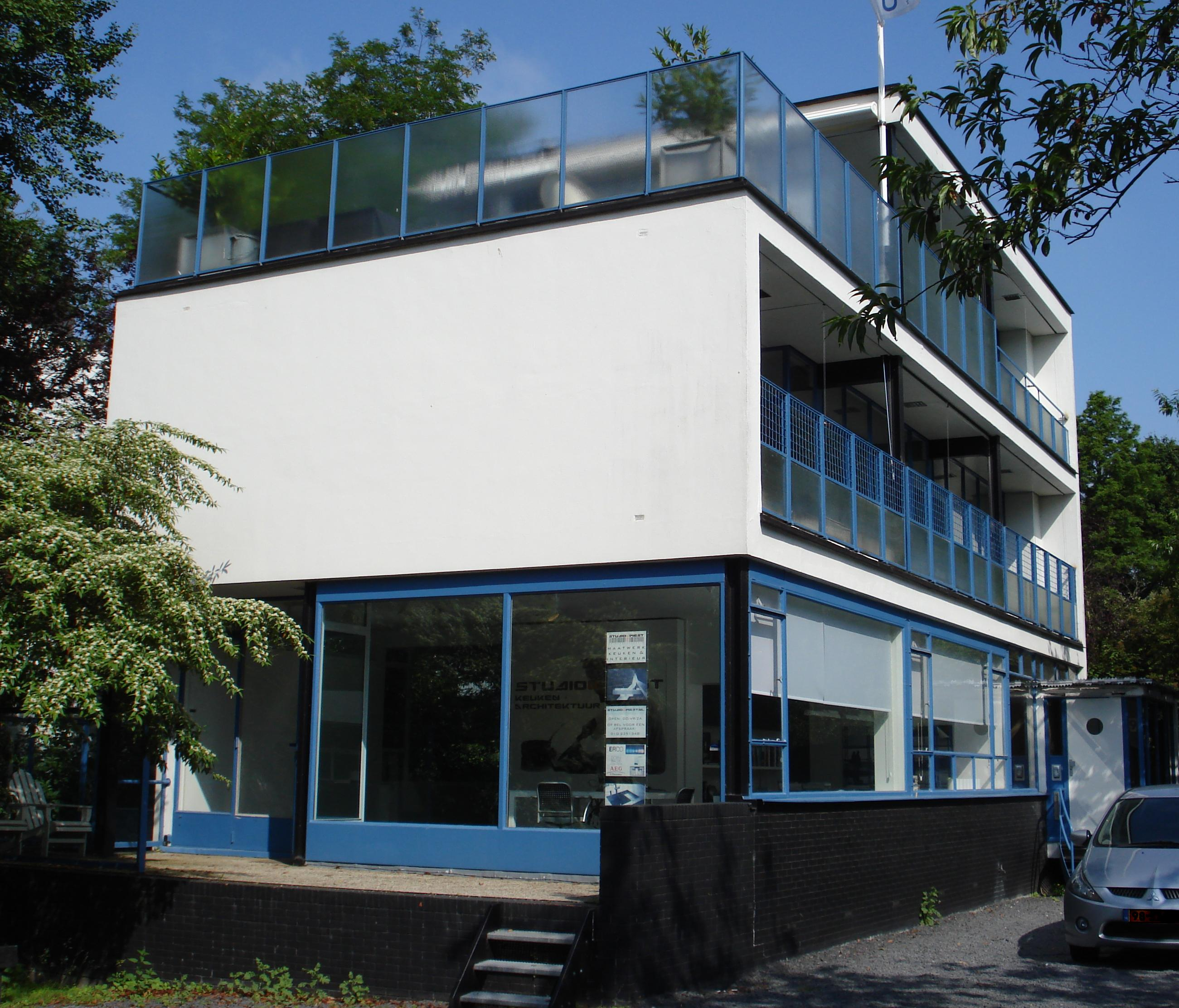
Huis Boevé, Museumpark 9, Rotterdam. 1932-1933.
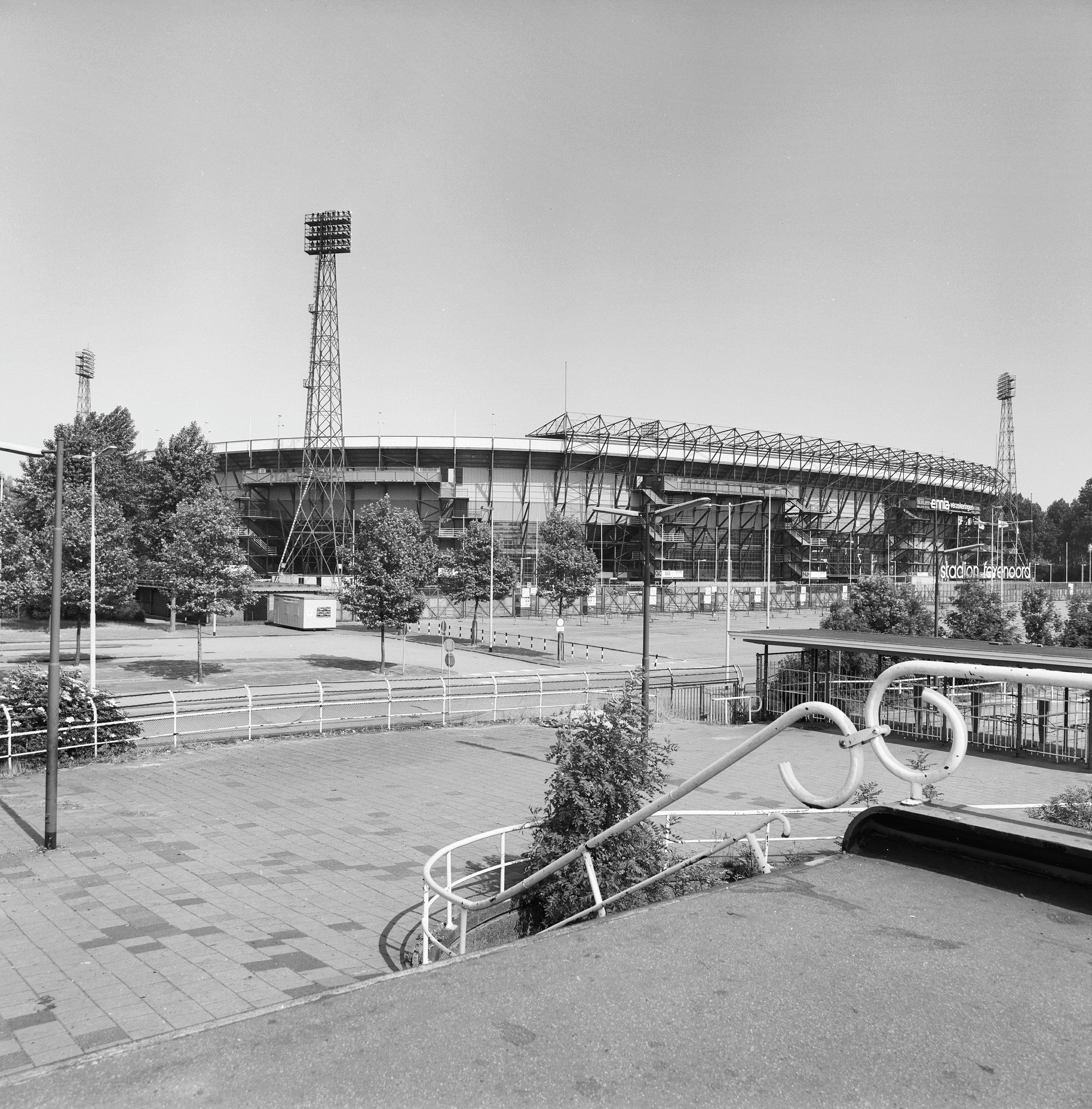
Stadion Feyenoord. 1936

## Verder lezen
- Brinkman en v.d. Vlugt (11 mei 1935) ‘Twee woonhuizen te Rotterdam. Architectenbureau Brinkman en Van der Vlugt’, Bouwkundig Weekblad Architectura, [56e jaargang], nummer 19, pp. 197-202. Zie [dode link], [dode link], [dode link] en [dode link].